# Inmet Mining
Inmet Mining Corp. war ein kanadisches Bergbauunternehmen mit Firmensitz in Toronto. Das Unternehmen förderte in seinen Bergwerken Gold, Zink und Kupfer.
Zu Inmet Mining gehörten das Bergwerk Pyhäsalmi in Finnland, das türkische Unternehmen Cayeli Bakir Isletmeleri sowie das spanische Unternehmen Las Cruces. Außerdem wurden 80 Prozent an dem Unternehmen Minera Panamá aus Panama gehalten. Im März 2013 wurde es von First Quantum Minerals für 5,1 Mrd. CAD übernommen.
Im Geschäftsjahr 2013 erwirtschaftete das Unternehmen mit 1.280 Mitarbeitern umgerechnet rund 1,1 Milliarden US-Dollar Umsatz.